# ديتشن لاشمان
ديتشن لاشمان (بالإنجليزية: Dichen Lachman)‏ هي ممثلة أسترالية، ولدت في 22 فبراير 1982 بكاتماندو في نيبال.

## أعمال

### أفلام
- (2006) زمردة[4]

### مسلسلات
- عملاء شيلد
- كونك إنسان
- هاواي فايف أو

## وصلات خارجية
- ديتشن لاشمان على موقع IMDb (الإنجليزية)
- ديتشن لاشمان على موقع ألو سيني (الفرنسية)
- ديتشن لاشمان على موقع أول موفي (الإنجليزية)
- ديتشن لاشمان على موقع قاعدة بيانات الفيلم (الإنجليزية)
- ديتشن لاشمان على موقع كينوبويسك (الروسية)